# Bilzen
Bilzen (fr. Bilsen, lim. Bilze) – miasto w Belgii, w Regionie Flamandzkim, w prowincji Limburgia, w okręgu Tongeren. 1 stycznia 2024 roku liczyło 32 782 mieszkańców na powierzchni 75,98 km².

## Podział administracyjny
W skład miasta wchodzi dwanaście dzielnic (deelgemeente):
- Beverst
- Eigenbilzen
- Grote-Spouwen (Grand-Spauwen)
- Hees
- Hoelbeek
- Kleine-Spouwen
- Martenslinde
- Mopertingen
- Munsterbilzen
- Rijkhoven
- Rosmeer
- Waltwilder

## Współpraca
Miejscowość partnerska:
- Bilsen, niemcy

## Zabytki
Znajduje się tutaj XVI-wieczny zamek Alden Biesen.

## Osoby

### urodzone w Bilzen
- Elke Clijsters, tenisistka
- Kim Clijsters, tenisistka
- Camille Huysmans. były premier Belgii, burmistrz Antwerpii